# Charles-Pierre Chapsal
Pour les articles homonymes, voir Chapsal.
Charles-Pierre Chapsal, né à Paris en 1787 et mort en 1858 à Joinville-le-Pont, est un grammairien français, ancien maire de Joinville-le-Pont.

## Grammairien
D’abord employé à l’hôtel de ville, Chapsal se consacra ensuite à la rédaction d’ouvrages classiques qui ont fait sa réputation et sa fortune. Le principal est une Nouvelle Grammaire française avec Exercices, en collaboration avec François Noël, ouvrage plus complet et plus logique que la Grammaire de Charles François Lhomond, et qui eut un rapide et légitime succès. Publiée pour la première fois en 1823, cette grammaire en était, à la mort de l’auteur, à la quarante huitième édition qui, devenue sa propriété exclusive depuis la mort de son collaborateur, lui rapportait, assure-t-on, jusqu'à 300 000 francs par an.  Il avait publié seul, en 1808, un Nouveau dictionnaire grammatical (2 vol. in-8).
Charles-Pierre Chapsal enseigna au lycée Louis-le-Grand à Paris.
Secrétaire de Charles-Pierre Girault-Duvivier, il travaille avec lui à la Grammaire des Grammaires. Selon Jacques-Philippe Saint-Gérand, « Malgré ses défauts, la Grammaire des Grammaires a exercé une influence considérable tout au long du XIXe et au début du XXe siècle, puisque cet ouvrage était considéré comme le compendium de l'usage élégant, et qu'il était — à ce titre — l'instrument de consultation par excellence dont disposaient les grands écrivains et les détenteurs, politiques ou non, du pouvoir social ».
Riche des fruits de son travail, Chapsal se retira dans son château de Polangis, à Joinville-le-Pont, et devint le bienfaiteur de la commune. Il légua en mourant une somme de 80 000 francs dont les arrérages devaient être employés en secours annuels de 100 à 300 francs aux plus dignes des  instituteurs de la banlieue de Paris (arrondissements de Sceaux et Saint Denis).

## Maire de Joinville-le-Pont
Sous la monarchie de Juillet, où les maires sont nommés par le préfet après leur élection au suffrage censitaire, il devient maire de Joinville-le-Pont (1843-1848) prenant la succession de Laurent-Nicolas Pinson (1788–1867), maire depuis 1830.
Il redevient maire sous le Second Empire (1851-1858) et meurt en fonctions. Son successeur sera son fils naturel, Auguste Courtin.
Sous son mandat est construite sur les redoutes de la Faisanderie et de Gravelle, une école militaire de gymnastique et d'escrime (1852), qui est devenue l’Institut national des sports. Elle a été le siège du Bataillon de Joinville. L'école est installée dans une partie du territoire de Joinville qui sera rattachée en 1929 à la Ville de Paris (12e arrondissement de Paris) pour y former le Bois de Vincennes.
Il lance en 1856 la construction de l’église paroissiale, qui sera baptisée Saint-Charles-Borromée en 1860, après sa mort, à la demande de sa veuve.
Il est inhumé au cimetière de Joinville-le-Pont. Une rue de Joinville-le-Pont porte son nom.

### Publications de Charles Chapsal
- Principes d'éloquence de Marmontel, extraits de ses Éléments de littérature ; mis en ordre et augmentés de plusieurs articles par M. Chapsal (1809)
- Nouvelle grammaire française, sur un plan très méthodique, avec de nombreux exercices d'orthographe, de syntaxe et de ponctuation, avec François Noël (2 volumes, 1823)
- Corrigé des Exercices français sur l'orthographe, la syntaxe et la ponctuation (1824)
- Nouveau Dictionnaire de la langue française, avec François Noël (1826)
- Leçons d'analyse grammaticale, avec François Noël (1827)
- Leçons d'analyse logique, avec François Noël (1827)
- Leçons anglaises de littérature et de morale sur le plan des leçons françaises et des leçons latines, avec François Noël (2 volumes, 1827)
- Nouveau Traité des participes, suivi d'exercices progressifs sur le participe passé, avec François Noël (1829)
- Nouveau cours d'études ayant pour objet la connaissance des belles-lettres, de la mythologie, de l'histoire et de la géographie, avec François Noël (1830)
- Modèles de littérature française, ou Choix de morceaux en prose et en vers tirés des meilleurs écrivains, depuis le XVIe siècle jusqu'à nos jours, et disposés dans l'ordre des dates, avec des notices biographiques et littéraires, et des tableaux synoptiques (1841)
- Exercices français supplémentaires sur toutes les difficultés de la syntaxe, ou Suite aux Exercices français sur l'orthographe, la syntaxe et la ponctuation (1841)
- Syntaxe française, ou Étude méthodique et raisonnée de toutes les difficultés que présente notre langue sous le rapport syntaxique (1842)
- Méthode pour faire l'application des principes de la grammaire, au moyen d'exercices construits régulièrement, avec Ambroise Rendu (1850)

## Sources
Cet article comprend des extraits du Dictionnaire Bouillet. Il est possible de supprimer cette indication, si le texte reflète le savoir actuel sur ce thème, si les sources sont citées, s'il satisfait aux exigences linguistiques actuelles et s'il ne contient pas de propos qui vont à l'encontre des règles de neutralité de Wikipédia.
- Auguste Demkès, « Chapsal (Charles-Pierre) », in Nouveau dictionnaire de pédagogie (sous la direction de Fernand Buisson), Hachette, Paris, 1911
- Jacques-Philippe Saint-Gérand, « Grammaire des Grammaires, Girault-Duvivier, Charles-Pierre », in Corpus de textes linguistiques fondamentaux